# 8942 Такаґі
8942 Такаґі (8942 Takagi) — астероїд головного поясу, відкритий 30 січня 1997 року.
Тіссеранів параметр щодо Юпітера — 3,343.
Названо на честь Такаґі (яп. たかぎ(高木) такаґі).